# Avodah Zarah
Avodah Zarah (en hebreo: "culto extranjero", "idolatría" o "adoración extraña") es el nombre de un tratado talmúdico del orden de Nezikín de la Mishná y el Talmud. Nezikín es el cuarto orden de la Mishná y el Talmud, Nezikín es un orden que trata sobre las leyes relativas a los daños. El tema principal del tratado Avodah Zarah, son las leyes relativas a los judíos que viven entre los gentiles (los goyim ), en el tratado están incluidas las reglamentaciones sobre la interacción entre los judíos y los "idólatras" (los cuales representaban a la mayoría de la población no judía o gentil durante la redacción del Talmud de Babilonia), tanto para alejar a los judíos del acto de la idolatría en todas sus formas, así como el distanciamiento de los judíos de la amenaza de la asimilación cultural. 
Debido a su tema, Avodah Zarah probablemente ha sido el tratado más controvertido del Talmud, e históricamente ha sido objeto de críticas por parte de la Iglesia Católica. Los cristianos creen que la polémica del tratado está dirigida contra ellos, y que son retratados y pintados como unos idólatras e inmorales. La actitud judía ortodoxa tradicional ha sido que el tratado fue escrito en los tiempos de la persecución romana, y que esto es lo que generalmente se entiende por "idolatría" en el tratado.
La colocación del tratado en el orden de "daños" dice algo acerca de la actitud de los sabios judíos hacia la idolatría. Al participar en la idolatría, se ve a una persona como en efecto negando la creación de Dios y causando un daño real a las fuerzas espirituales de la Creación. También tiene el efecto de eliminar la acción de la idolatría de una noción puramente abstracta a una transgresión real, con efectos tangibles y castigos, junto con el robo y el hecho de prestar un falso juramento y cometer perjurio).
- Datos: Q791251